# ژوپیتر کورپوریشن
ژوپیتر کورپوریشن (انگلیسی: Jupiter Corporation) شرکت بازی ویدئویی ژاپنی است، که در سال ۱۹۹۲ تأسیس شد.